# Distretto di Sathing Phra
Il distretto di Sathing Phra (in thailandese: สทิงพระ) è un distretto (amphoe) della Thailandia, situato nella provincia di Songkhla.
| Controllo di autorità | VIAF (EN) 136081343 · LCCN (EN) n83158881 · J9U (EN, HE) 987007559983005171 |